# Дарьевка (Херсонская область)
Дарьевка (укр. Дар'ївка) — село в Херсонском районе Херсонской области Украины, центр Дарьевской сельской общины.
Почтовый индекс — 75032. Телефонный код — 5547. Код КОАТУУ — 6520381001.

## Географическое положение
Село расположено на правом берегу реки Ингулец, в 40 км к северо-западу от районного центра и в 22 км от железнодорожной станции Херсон. Через село проходит автодорога Ростов-на-Дону — Одесса — Рени.

## Население
Население по переписи 2001 года составляло 2825 человек.

### Языковой состав
Родной язык населения по данным переписи 2001 года:
| Язык       | Численность, чел. | Доля     |
| ---------- | ----------------- | -------- |
| Украинский | 2 390             | 84,60 %  |
| Русский    | 400               | 14,16 %  |
| Другое     | 35                | 1,24 %   |
| Итого      | 2 825             | 100,00 % |

## История
- Село Дарьевка основано в 1780 году. Входило в Никольскую волости Херсонского уезда Херсонской губернии Российской империи. По состоянию на 1886 год в селе проживало 169 человек, насчитывалось 29 дворов, существовали почтовая станция, земская станция, постоялый двор, мост через реку Ингулец.
- В январе 1918 года в селе установлена Советская власть.
- В годы Великой Отечественной войны немецко-фашистские оккупанты разрушили село. Из 226 жителей, которые принимали участие в борьбе с гитлеровцами, 78 награждены орденами и медалями СССР, 138 — пали на полях сражений. В честь погибших односельчан в Дарьевке сооружен памятник.
- В послевоенный период в селе построено участковую больницу на 60 коек, роддом, аптеку, пекарню, детский и бытовой комбинаты, отделение связи, 273 жилых дома, из которых 7 двухэтажные.
- В начале 1970-х годов в селе было 563 двора, проживало более 1800 человек. В селе находилась центральная усадьба совхоза «Россия», за которым было закреплено 4400 га сельскохозяйственных угодий, в том числе 4000 га пахотной земли, из них 705 га орошаемой. Хозяйство занималось мясо-молочным животноводством, выращивали зерновые и овощные культуры. Здесь находилось отделение «Сельхозтехники».
- В 2015 году Дарьевской школе было присвоено имя односельчанина, погибшего в зоне АТО Андрея Шульги.
- В 2022 году, во время вторжения России в Украину, село было оккупировано российской армией. Освобождено 11 ноября того же года в ходе контрнаступления Вооружённых сил Украины в Херсонской области.

## Экономика
На территории села Дарьевка размещены асфальтовый и хлебозаводы, районное отделение сельхозтехники, передвижные механизированные колонны № 141 и № 143 «Херсонводстроя».

## Объекты социальной сферы
В селе есть средняя школа (35 учителей и 400 учащихся), сельский дом культуры с залом на 200 мест, библиотека с книжным фондом 15 тыс. экземпляров, участковая больница на 60 коек (40 медработников, в том числе 13 врачей), аптека, отделение связи, два детских сада, пункт бытового обслуживания, торговый центр (6 магазинов). Проложен водопровод (10 км).

## Храмы
- Храм Бориса и Глеба УПЦ МП.
- Приход Святой Покровы УАПЦ.

## Достопримечательности
- Вблизи Дарьевки обнаружены и частично исследованы городище, два поселения и курганное погребение позднескифского времени (VI в. до н. э., II—IV вв. н. э.), поселение первых веков н. э.
- В селе Дарьевке установлен памятник Т. Г. Шевченко.

## Транспорт
Автодорога E58 и мост через Ингулец.

## Местный совет
75032, Херсонская обл., Белозёрский р-н, с. Дарьевка, ул. Жовтневая, 68а